# Antonio Cattaneo
Antonio Cattaneo (Milano, 1º gennaio 1786 – Milano, 2 marzo 1845) è stato un pubblicista e divulgatore scientifico italiano di argomenti relativi alla farmacia, alla fisica, alla chimica, alla medicina e chirurgia, alle scienze agrarie Fu anche autore di alcuni drammi teatrali pubblicati nel 1824.

## Biografia
Figlio di Filippo e di Maria Bongiorni fu probabilmente lo zio paterno del patriota risorgimentale, politico, filosofo e scrittore italiano Carlo Cattaneo (1801-1869) che frequentò la di lui biblioteca per i suoi primi studi.
Cattaneo nel periodo in cui lavorò per 27 anni come farmacista a Milano ebbe modo di laurearsi all'università di Pavia nel 1823 in giurisprudenza e successivamente in chimica.

### Il lavoro teorico e pratico
Dal 1808, anno della pubblicazione del suo primo articolo sul Giornale italiano, per 37 anni, sino al termine della vita, ebbe un'intensissima attività di pubblicista: scrisse per la Gazzetta di Milano, per gli Annali di medicina e di chirurgia, per gli Annali di tecnologia. Si cimentò anche nella traduzione dal francese, dall'inglese e dal tedesco di opere a contenuto tecnico-scientifico. Interessato alle nuove scoperte in agricoltura, e ai miglioramenti nell'industria manifatturiera, nelle attività commerciali e all'economia in generale si attivò nel 1823 per la pubblicazione del Giornale d'agricoltura, arti e commercio e nel 1824 fondò il Giornale di farmacia chimica e scienze accessorie che dal 1828 fece parte dei periodici che facevano capo alla Società degli editori degli Annali universali delle scienze e dell'industria a cui collaborava Carlo Cattaneo.
Lavorò personalmente alla direzione di laboratori di fisica e chimica arrivando alla scoperta di un metodo, premiato due volte dall'Istituto lombardo di scienze e lettere, descritto in Polvere alimentare preparata coi pomi di terra (Milano 1841) che permetteva la produzione di farina ottenuta dalle patate adatta per superare le frequenti carestie in Irlanda.
Nel 1842 iniziò a far pubblicare il periodico L'Economista che diresse sino al 1844 e dove scrisse articoli di economia e tecnologia rurale, meteorologia, fisiologia vegetale, chimica applicata all'agricoltura, commercio, e persino una rubrica di varietà. Cattaneo trasferì l'esperienza teorica dell'Economista all'impegno concreto come direttore ed insegnante dell'Istituto Cavenago d'istruzione di agricoltura teorico-pratica, di amministrazione, ragioneria, tecnologia, ecc., uno dei primi esperimenti a Milano di istruzione privata per la formazione di quadri intermedi e dirigenti

### Il pensiero
Alla riflessione filosofica Cattaneo dedicò gli ultimi anni della sua vita componendo due scritti dedicati a Benjamin Franklin e a Galileo Galilei
dove esponeva la sua convinzione che l'uomo debba condurre la propria vita seguendo le regole di una rigida morale. Auspicava inoltre una politica che garantisse l'indipendenza e la libertà ai cittadini come premessa essenziale per il progresso culturale e civile alimentato da una ricerca scientifica libera e disinteressata. Valori questi che, espressi sin dall'inizio della sua attività di pubblicista nel Giornale italiano, gli avevano procurato l'occhiuta attenzione della polizia austriaca che lo sospettava fin dal 1823 di professare il liberalismo per la frequenza nel suo laboratorio di persone «per massime contrarie al nostro governo»
Nella vita e nelle opere di Franklin, Cattaneo apprezzava soprattutto il fatto che alla sua attività teorica di filosofo e scienziato egli aveva saputo unire la pratica di politico personalmente impegnato nella sua infaticabile campagna per l'unità delle tredici colonie originarie americane: «nessuno più di lui seppe validamente contribuire a preparare l'emancipazione degli Stati Uniti d'America, ed a consolidarla»